# Vikram Batra
Vikram Batra (Palampur, 9 settembre 1974 – Distretto di Kargil, 7 luglio 1999) è stato un militare indiano, ufficiale dell'Esercito dell'India e insignito del Param Vir Chakra, il più alto e prestigioso riconoscimento indiano per valore, per le sue azioni durante la guerra del Kargil del 1999.

## Biografia
Batra è nato il 9 settembre 1974 a Palampur, Himachal Pradesh, India . Era il terzo figlio di Girdhari Lal Batra, preside di una scuola governativa, e Kamal Kanta Batra, un'insegnante di scuola. [1] Era il maggiore dei figli gemelli e aveva due sorelle. [2] Ha frequentato la DAV Public School di Palampur, dove ha studiato fino allo standard medio . [3] Ha ricevuto la sua istruzione secondaria superiore alla Central School, Palampur. [3] [4] Nel 1990, lui e suo fratello gemello rappresentarono la loro scuola di ping-pong presso All India KVS Nationals. [5] [4] [6] [7] Era anche un detentore della cintura verde nel Karate e ha continuato a frequentare un campo a livello nazionale a Manali . [8]
Successivamente, ha frequentato il DAV College, Chandigarh in B.Sc Medical Sciences . [4] [8] Al college, si unì all'Air Wing del National Cadet Corps (NCC) mentre era nel primo anno. [9] Durante il NCC Camp interstatale, è stato giudicato il miglior cadetto NCC Air Wing della direzione del Punjab nella zona nord. [10] [11] Fu selezionato e sottoposto a un addestramento di paracadutismo di 40 giorni con la sua unità NCC Air Wing presso il Pinjore Airfield and Flying Club. [4] [12] Durante i successivi due anni a DAV, rimase un cadetto dell'ala dell'esercito del NCC. [9]
In seguito si è qualificato per il certificato 'C' nel NCC e ha conseguito il grado di Senior Under Officer nella sua unità NCC. [11] Successivamente, nel 1994, fu selezionato per la parata della Festa della Repubblica come cadetto del NCC, e quando tornò a casa, disse ai suoi genitori che voleva unirsi all'esercito. [7] [13] Nel 1995, mentre era ancora al college, fu selezionato per la marina mercantile presso una compagnia di navigazione con sede a Hong Kong, ma alla fine cambiò idea. [4] [7] [14] Nello stesso anno ha completato la sua laurea, laureandosi al DAV College di Chandigarh. [15]
Dopo il completamento del suo diploma di laurea nel 1995, si iscrisse alla Panjab University di Chandigarh, dove prese l'ammissione al corso di inglese MA, in modo che potesse prepararsi per l'esame "Combined Defence Services" (CDS). [9] [10] [16] Ha frequentato le lezioni serali all'università e ha lavorato part-time al mattino come direttore di filiale di un'agenzia di viaggio a Chandigarh. [9] [11]
Nel 1996, ha superato l'esame CDS ed è stato selezionato presso la Commissione giudicatrice dei servizi (SSB) di Allahabad . [17] È stato tra i primi 35 candidati nell'Ordine al merito. [17] Dopo aver completato un anno (sessione 1995-96) verso il grado di MA in inglese, lasciò l'Università per unirsi all'Accademia militare indiana . [15] [18]
Nelle parole di suo padre, Vikram aveva trovato il suo scopo nella vita. Aveva trovato la strada per un percorso giusto che lo avrebbe portato al suo obiettivo - a un servizio straordinariamente alto e supremo. [17]

### Carriera militare

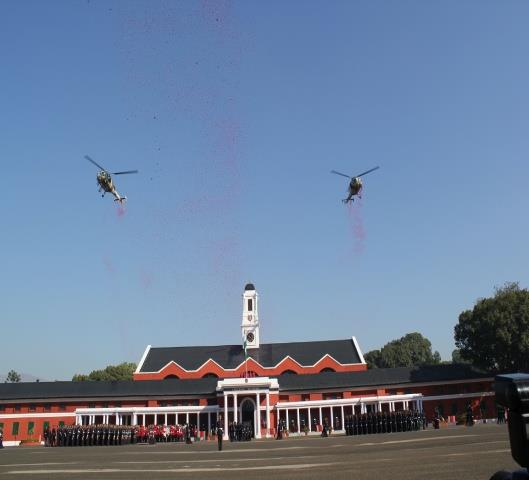
Accademia militare indiana

Batra si unì all'Accademia militare indiana (IMA) a Dehradun nel giugno 1996 nel Battaglione Manekshaw. [19] Dopo aver completato il suo corso di addestramento di 19 mesi, si laureò all'IMA il 6 dicembre 1997 e fu nominato tenente nel 13 ° battaglione, Jammu e Kashmir Rifles (13 JAK RIF). [20] Dopo la messa in servizio, fu inviato al centro del reggimento di Jabalpur, Madhya Pradesh per ulteriore addestramento. La formazione è durata un mese dal dicembre 1997 alla fine del gennaio 1998. [21]
Al termine di questo addestramento, fu inviato a Sopore, nel distretto di Baramulla, nel Jammu e Kashmir, un'area con una significativa attività militante . [21] A metà marzo 1998, fu inviato alla Scuola di fanteria di Mhow, Madhya Pradesh, per il Corso per giovani ufficiali. Questo addestramento è durato cinque mesi fino a settembre 1998. Dopo il completamento del corso e il conseguimento del voto alfa, è rientrato nel suo battaglione a Sopore nell'ottobre 1998. [4] [21]
Durante il suo distacco a Sopore, Batra ha avuto diversi incontri con militanti. In uno di quegli incontri in cui Batra stava conducendo un'imboscata con il suo plotone in un'area di fitta foresta, ebbe una fuga miracolosa quando un proiettile sparato da un militante gli sfiorò la spalla e colpì uno degli uomini di Batra dietro di lui, uccidendo il soldato. Batra procedette a ordinare ai suoi uomini di colpire i militanti, e al mattino tutti i militanti erano stati uccisi. [22] [23] Batra, tuttavia, era rattristato, perché sapeva che il proiettile era destinato a lui. " Didi, era pensato per me e ho perso il mio uomo", aveva detto al telefono sua sorella maggiore. [24]
Nel gennaio 1999, Batra fu inviato per frequentare il corso di commando a Belgaum, nel Karnataka, dove eccelleva. Il corso è durato due mesi e alla fine è stato insignito del massimo dei voti: il grado di istruttore. [25]

Ogni volta che tornava a casa a Palampur in congedo, visitava il Neugal Cafe. [24] Batra è tornata a casa in congedo dall'esercito nel 1999, durante il festival di Holi per alcuni giorni. Durante quel periodo, quando andò al caffè per un caffè, incontrò il suo migliore amico e più tardi la fidanzata Dimple Cheema che gli disse di stare attento in guerra, a cui Batra rispose: 

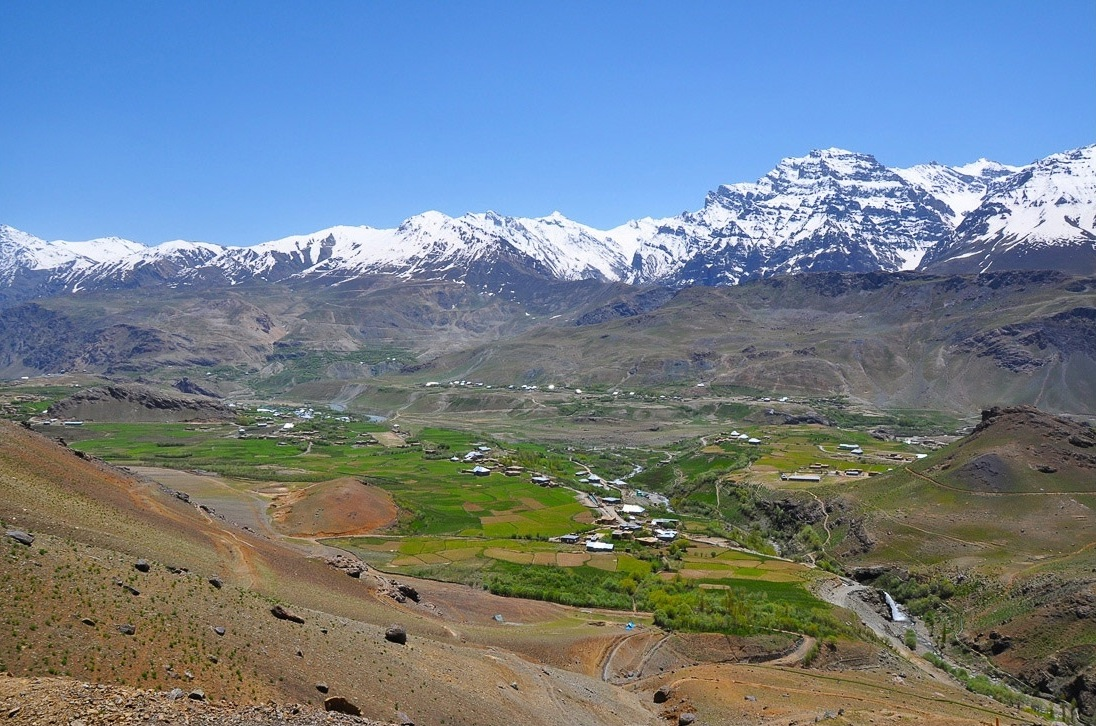
La città di Dras, il secondo luogo abitato più freddo del mondo dopo la Siberia, dove le temperature scendono fino a -60 gradi Celsius in inverno.

 O tornerò dopo aver alzato la bandiera indiana in vittoria o ritorno avvolto in essa. Ma tornerò di sicuro. [26] [24] [27] 

#### Kargil War

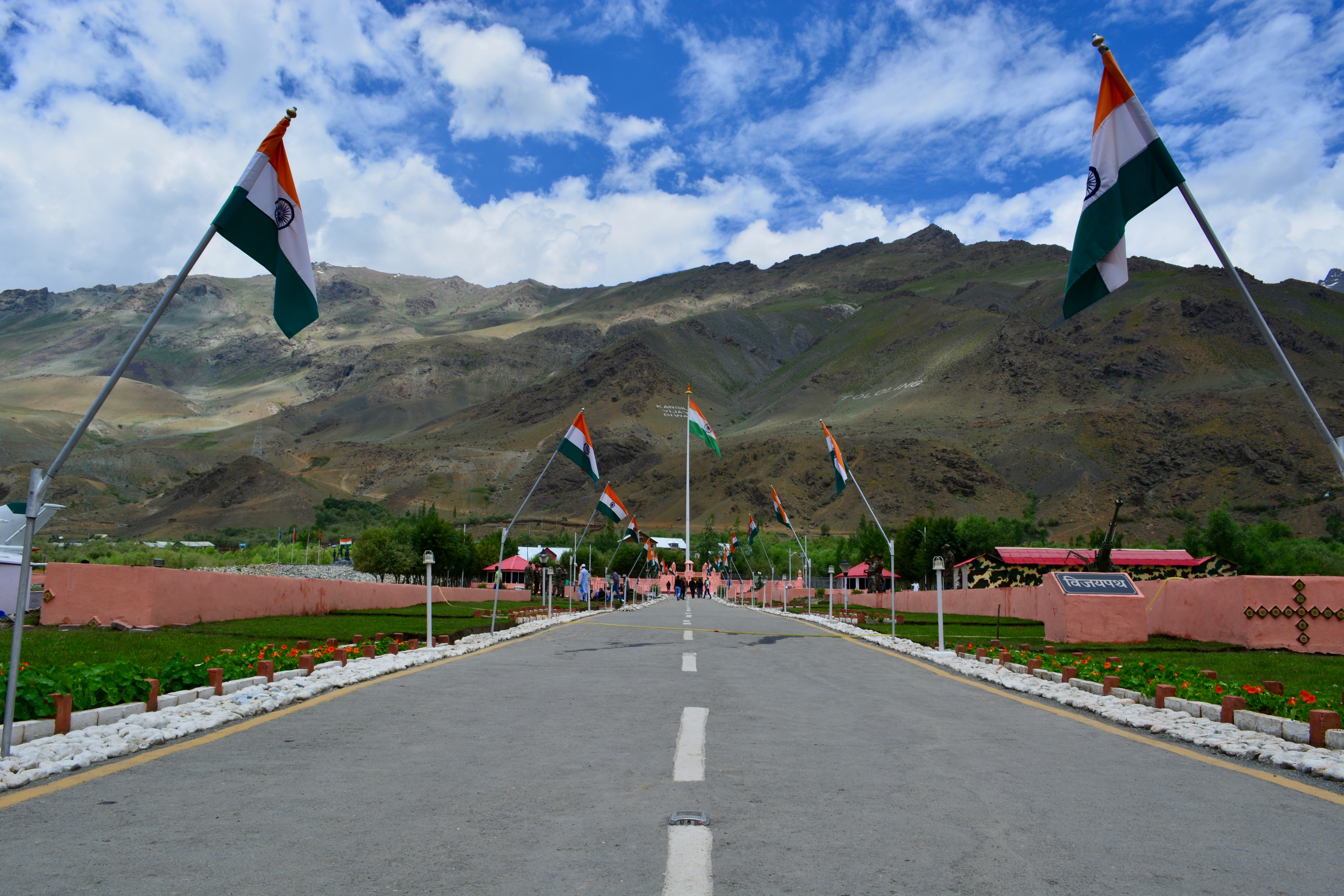
Kargil War Memorial con Tololing Ranges in background a Dras

Il 13 JAK RIF raggiunse Dras il 6 giugno, fu posto sotto il comando di 56 Mountain Brigade e ricevette l'ordine di agire come riserva per il 2 ° battaglione, Rajputana Rifles (2 RAJ RIF) durante il loro attacco alla Tololing mountain. [31] Il 18 ° battaglione, The Grenadiers (18 Grenadiers) attaccò per la prima volta Tololing il 22 maggio, ma non riuscì a catturare il picco. [33] [34] [35] 18 Granatieri fecero quattro tentativi per catturare Tololing, ma riuscirono solo a mettere in sicurezza i pendii inferiori, subendo pesanti perdite. [36] [37] [38] [39] [39] [40] Alla fine, a 2 RAJ RIF è stata assegnata la missione di catturare Tololing e lo hanno fatto il 13 giugno 1999. [35]
Dopo la cattura di Tololing, 13 JAK RIF hanno marciato da Dras a Tololing, raggiungendo la loro destinazione in 12 ore. [41] Dopo aver raggiunto, A Coy, 13 JAK RIF hanno preso il controllo di Tololing e una parte del complesso Hump da 18 Granatieri. [41]

##### Cattura del punto 5140
Dopo questo, il contingente del Capitano Batra ebbe la responsabilità di liberare il picco più importante del 5140 dall'esercito Pak appena sopra la strada Srinagar-Leh.  Il Capitano Batra vagò con la sua compagnia e si mosse verso quest'area dalla direzione est e raggiunse il raggio del suo attacco senza alcun nemico.  Il Capitano Batra riorganizzò la sua squadra e li motivò ad attaccare direttamente gli obiettivi del nemico.  Guidando la squadra in prima linea, attaccarono coraggiosamente il nemico e ne uccisero quattro in una battaglia faccia a faccia.  Nonostante sia inaccessibile, Vikram Batra, insieme ai suoi compagni, ha raggiunto il picco alle 3.30 del 20 giugno 1999. Il capitano Vikram Batra ha realizzato il suo Vijay Uddhosh via radio da questo picco 'Questo cuore richiede Se diceva "Pavone", non solo l'esercito, ma il suo nome si diffuse in tutta l'India.  Allo stesso tempo, insieme al nome in codice di Vikram Sher Shah, è stato anche nominato come "Lion of Kargil".  Il giorno successivo, una foto di Vikram Batra e della sua squadra con la bandiera indiana sul picco 5140 è apparsa sui media.

## Riconoscimenti

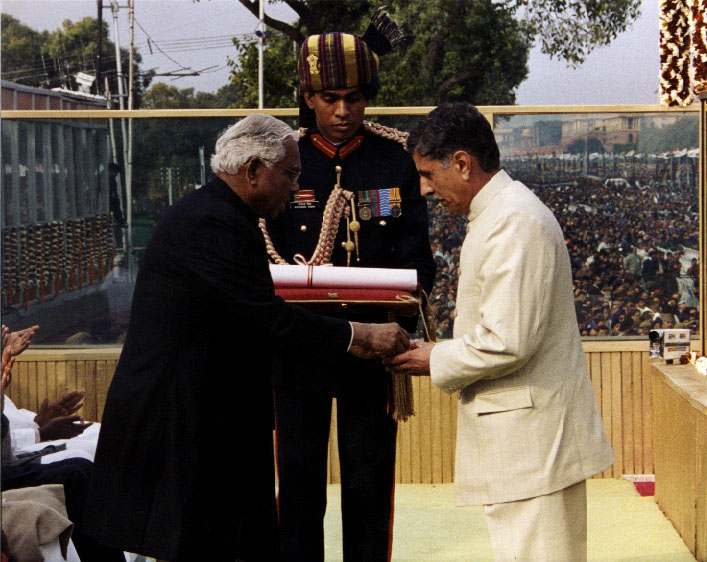
Il presidente KR Narayanan presenta il Param Vir Chakra (postumo) al padre del capitano Vikram Batra, 13 fucili Jammu e Kashmir.

Vikram Batra è stato insignito del Param Vir Chakra, il più alto riconoscimento militare dell'India il 15 agosto 1999, il 52 ° anniversario dell'indipendenza dell'India. Suo padre GL Batra ha ricevuto l'onore per suo figlio defunto dal presidente dell'India, il defunto KR Narayanan . [88]

## Intitolazioni

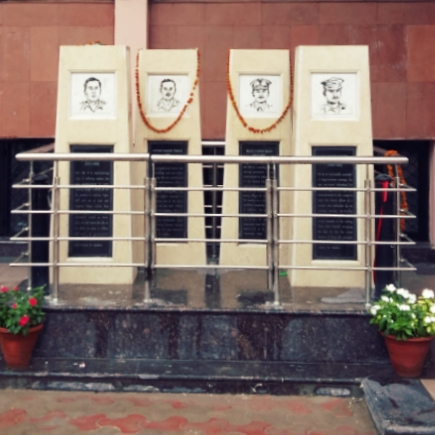
Un memoriale per i veterani di guerra tra cui Batra al suo alma mater DAV College, Chandigarh.

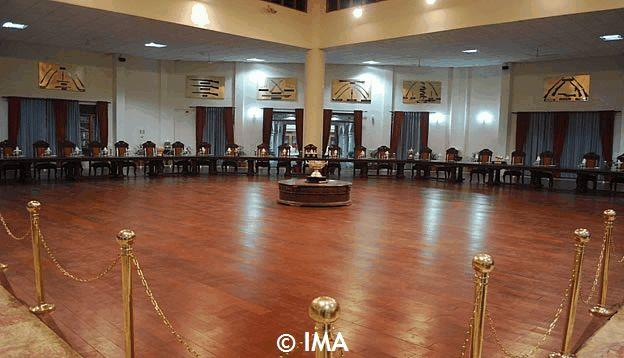
Vikram Batra Mess.

Vikram Batra è anche famoso in India per l'utilizzo dello slogan, Yeh Dil Maange More! come suo segnale per comunicare il successo della missione. [94] È anche noto per un'intervista in cui affermava che i soldati pakistani erano a conoscenza di lui. [94]
Fu anche onorato con diversi punti di riferimento che portavano il suo nome: la storica cattura di Point 4875 portò alla montagna di essere nominata Batra Top in suo onore. Una sala del Centro di Selezione dei Servizi Allahabad è denominata "Vikram Batra Block", una zona residenziale nel Cantone di Jabalpur è chiamata "Capitano Vikram Batra Enclave" e il disordine del cadetto combinato presso l'IMA è chiamato "Vikram Batra Mess".
Un memoriale per i veterani di guerra, tra cui Batra, si trova nel suo alma mater DAV College, Chandigarh onora i servizi dei soldati. Nel 2003 il film di JP Dutta basato sull'incidente di Kargil Abhishek Bachchan ha interpretato il ruolo del capitano Vikram Batra.

## Influenza culturale
Nel film hindi del 2003 LOC Kargil, basato sull'intero conflitto di Kargil, Abhishek Bachchan ha interpretato il ruolo del Capitano Batra.
Nel film di prossima uscita Shershaah, Sidharth Malhotra interpreterà Batra in un film biografico diretto da Vishnuvardhan e prodotto da Dharma Productions e Pen India Limited .